# Annete Stone
Anette Stone ou posteriormente Anette Souza (Manaus, 1937) é uma ex-modelo brasileira famosa por ter ficado em segundo lugar no Miss Brasil 1955. A vitória ficou com a candidata cearense Maria Emília Corrêa, segunda nordestina a ganhar o tradicional título nacional. No certame, Anette representou seu estado de nascimento, o Amazonas.
A recepção de Anette ao retornar à capital do seu estado foi um evento tão grandioso quanto a recepção  que ocorrera  quando da visita de Getúlio Vargas a Manaus. A população saudou a representante do seu estado lotando as ruas e entoando seu nome, enquanto a miss desfilava em um Cadillac cedido pelo magnata Isaac Sabá.

## Biografia
Anette estudou no tradicional Colégio Santa Dorotéia, no Centro de Manaus. Posteriormente se casou com Júlio Cesar Garcia de Souza, um dos executivos fundadores da Companhia de Petróleo da Amazônia (hoje Refinaria Isaac Sabbá). Com ele teve duas filhas, uma médica e outra engenheira. No fim da década de 70 foi morar no Rio de Janeiro, na Praça Nossa Senhora da Paz, em Ipanema..

## Ver Também
- Miss Amazonas